# Ferdinand Mannlicher
Ferdinand Mannlicher, anobli chevalier von Mannlicher en 1892 (né le 30 janvier 1848 à Most, Bohême ou à Mayence ; mort le 20 janvier 1904 à Vienne), est un ingénieur et fabricant d'armes à répétition.

## Biographie

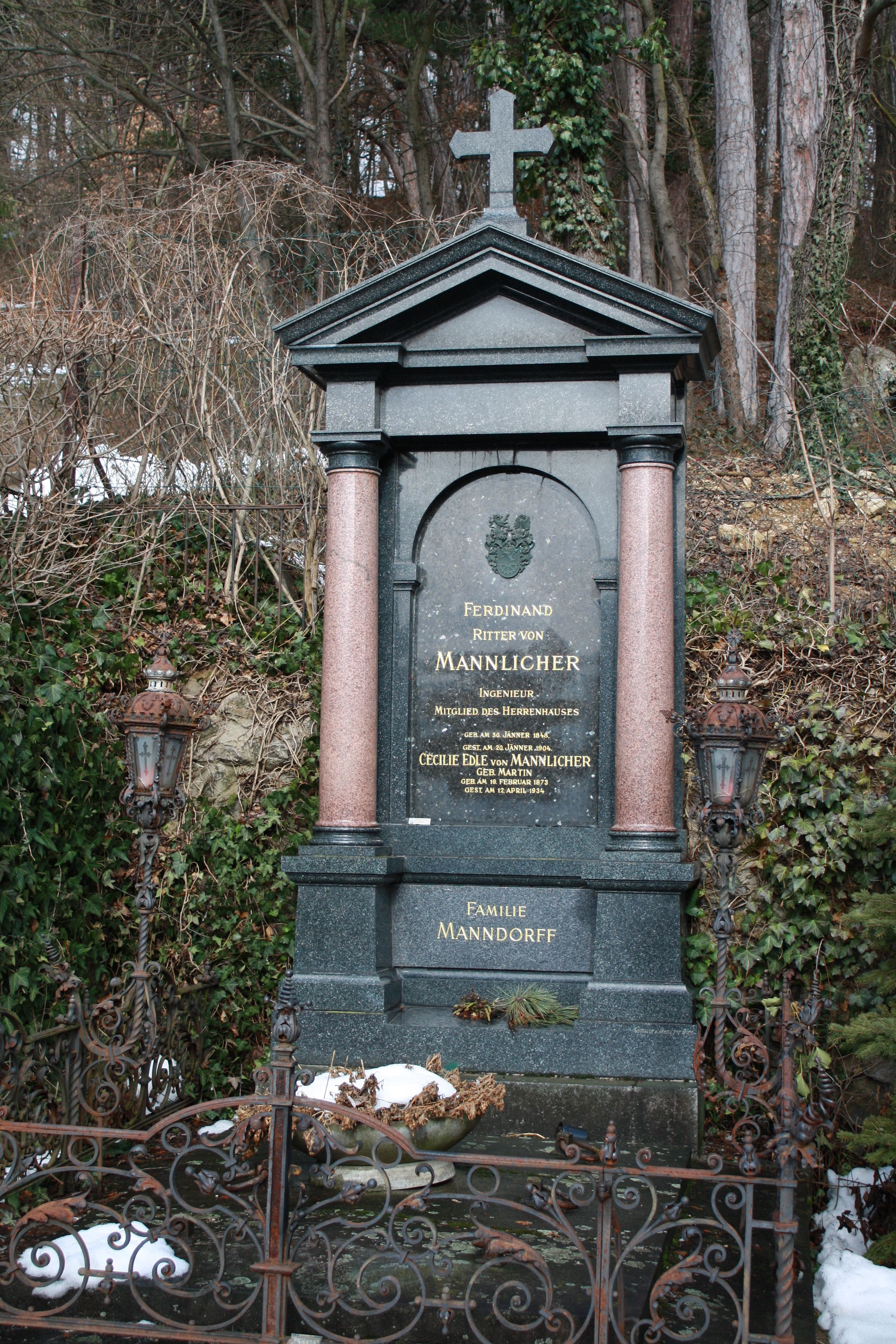
Caveau familial à Hinterbrühl.

Ferdinand Karl Adolf Josef Mannlicher était le fils du commissaire des armées autrichien Josef Mannlicher et d’Albertine Haacke. La généalogie de la famille Mannlicher, depuis plusieurs générations à Most en Bohême, remonte à 1525 : elle y occupa sur cinq générations les charges de bourgmestre, de receveur des Postes, de bailli de l'octroi, de chef de la milice et de conseiller municipal. Elle est parfois rapprochée chez certains auteurs de la famille de négociants Mannlich d’Augsbourg, mais ce lien de parenté n'a jamais été établi.
Après l'emménagement de sa famille à Vienne, Mannlicher fréquenta un lycée du VIIIe arrondissement puis étudia les sciences de l'ingénieur à l’Institut technique de Vienne. Il fut d'abord ingénieur des chemins de fer autrichiens mais bientôt s'intéressa à la technique de l'armement, et la défaite des Autrichiens face à la Prusse à Sadowa, imputée alors à une infériorité de l'équipement de l’armée, en fit désormais son centre d'intérêt exclusif. Dans le cadre de la modernisation de l'armée l'État-Major autrichien organisa un concours où Mannlicher se classa finalement premier – au terme de plusieurs années de polémiques personnelles et politiques.
À partir de 1880, Ferdinand Mannlicher construisit des modèles de fusil dotés d'un chargeur à plusieurs balles et, par la suite, d'un chargeur à cartouches interchangeable. Ses efforts furent couronnés de succès. La production en série du mécanisme à répétition et chargeur breveté en 1886 fut assurée par l’Österreichische Waffenfabriksaktiengesellschaft dirigée par Josef Werndl, et dans laquelle Mannlicher avait beaucoup investi. Bien avant l'introduction dans les forces armées austro-hongroises du fusil Mle 1895, plusieurs pays étrangers avaient déjà doté leurs troupes d'armes à verrou et chargeur.
Mannlicher avait épousé Cäcilie Martin le 21 mai 1892, et ils eurent deux jumelles, Albertine et Cäcilie, nées le 17 mai 1893. Ferdinand Mannlicher fut anobli le 14 décembre 1892 et fait député à vie de la Haute Chambre du Parlement de Cisleithanie. Il fut également décoré par plusieurs pays : de l’Ordre de la Couronne de fer (Autriche et Italie), de l’ordre de la Couronne de Prusse, et fut élevé au rang d’officier de la Légion d'honneur.
Mannlicher mourut le 20 janvier 1904 à Vienne au terme d'une courte maladie et a été enterré dans le cimetière de Hinterbrühl.
Sa veuve, après avoir perdu une grande partie de l'héritage familial, se suicida le 12 avril 1934 avec un prototype de pistolet à gaz mis au point par Mannlicher. Elle a été elle aussi inhumée dans le caveau familial de Hinterbrühl.
Encore aujourd'hui, deux rues rappellent sa mémoire : la rue Mannlicher de Hinterbrühl/Vienne et la rue Mannlicher à Steyr. Le patronyme de « Mannlicher » se retrouve dans la marque Steyr Mannlicher, qui produit aujourd'hui des fusils de chasse de qualité, ainsi que quelques armes pour les tireurs d'élite. L'ingénieur viennois n'a pas connu de son vivant le développement de la gamme de fusils de chasse : cette reconversion sera l’œuvre du directeur des ateliers de Steyr, Schönauer. Mannlicher-Schönauer est une autre marque de fusils de chasse.